# Ewazjusz
Ewazjusz – imię męskie pochodzenia łacińskiego, cognomen utworzony z czasownika evasio, 'unikanie' i evadere, 'wychodzić'. Imię oznaczałoby 'tego, który przed czymś uszedł'. Patronem imienia jest św. Ewazjusz męczennik z IV wieku, uważany za 1. biskupa diecezji Asti.
Żeńskim odpowiednikiem w języku włoskim jest Evasia (Ewazja).
Ewazjusz imieniny obchodzi 1 grudnia.
Zobacz też:
- Ewazjusz II – biskup Asti z VIII wieku